# Omega 7
|  | Aquest article tracta sobre grup paramilitar cubà. Si cerqueu la classe d'àcids grassos, vegeu «Omega-7». |

Omega 7 va ser un grup paramilitar nacionalista cubà de dreta. Estava integrat per un petit grup de cubans exiliats a Florida i Nova York, i tenien per objectiu enderrocar la Cuba socialista liderada per Fidel Castro. Se la considera una organització germana d'Alpha 66, grup que roman actiu.

## Història
Segons l'FBI, molts dels seus membres van ser entrenats per a la invasió de Bahía de Cochinos de 1961, fent intel·ligència i tècniques de comandament. Posteriorment, van fundar el grup contrarevolucionari amb el mateix objectiu amb el que van participar en aquest invasió: acabar amb la Revolució Cubana.
L'organització funcionava internacionalment, però la major part dels atacs van ser perpetrats als Estats Units d'Amèrica. Els atacs consistien en cotxes bomba, assassinats i bombardeig d'edificis cubans i estatunidencs. El grup es va atribuir nombrosos actes, incloent assassinats de líders polítics comunistes cubans i atacs contra blancs variats, com avions de passatgers cubans, hotels, ambaixades i naus.
Una fractura interna del grup va ajudar l'FBI a empresonar a les seves figures clau. Actualment aquesta organització està desarticulada i extinguida, ja que els seus líders es troben empresonats als Estats Units. Tant el govern de Cuba com l'FBI la consideren una organització terrorista.